# بتا (شرکت سازنده موتورسیکلت‌های آفرود)

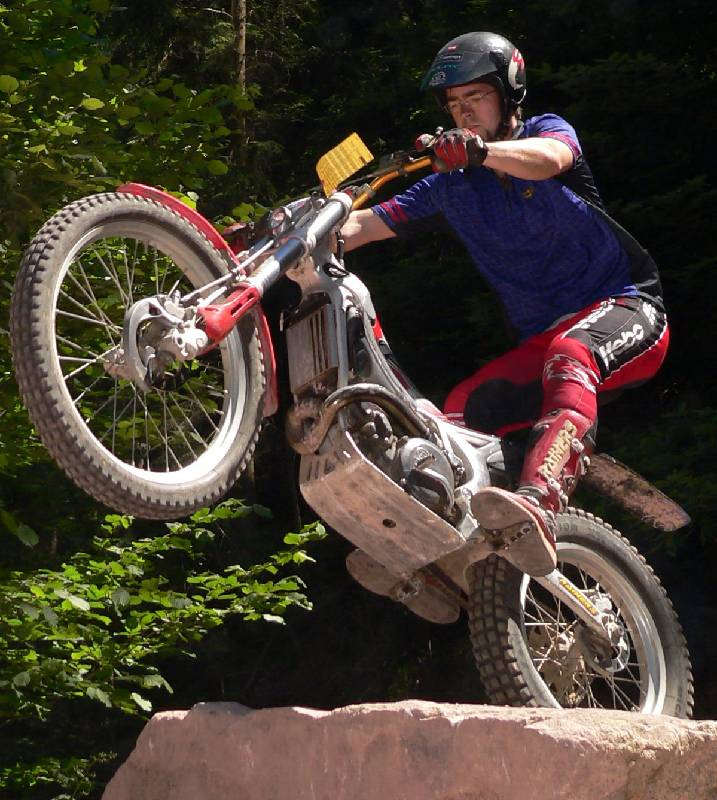
نسخه 2000 Beta Rev ۳

بتا یک کمپانی سازندهٔ موتور سیکلت ایتالیایی است که در تولید موتورسیکلت‌های آفرود تخصص دارد. بتا بیشتر شهرتش در جهان را مدیون موتورسیکلت‌های تریال محبوب خود است. در سال ۲۰۰۵، آنها طیف وسیعی از موتورسیکلت‌های اندرو را با استفاده از موتورهای KTM را روانه بازار کردند. در سال ۲۰۱۰ آنها سری جدید RR را با موتور جدید ساختند و عرضه کردند. موتورسیکلت‌های بتا توسط قهرمانان موتور تریال جهان مانند جوردی تارس، دوگی لمپکین، آلبرت کابستانی و موتورسواران اندرو استیو هولکامب و براد فریمن استفاده شده‌اند. در سال ۲۰۱۸ پیش‌بینی می‌شد که تولیدشان بیش از ۲۰۰۰۰ موتورسیکلت باشد و اندازه آن‌ها از ۵۰ سی سی تا ۴۸۰سی سی متغیر باشد.

## گذشتهٔ کمپانی

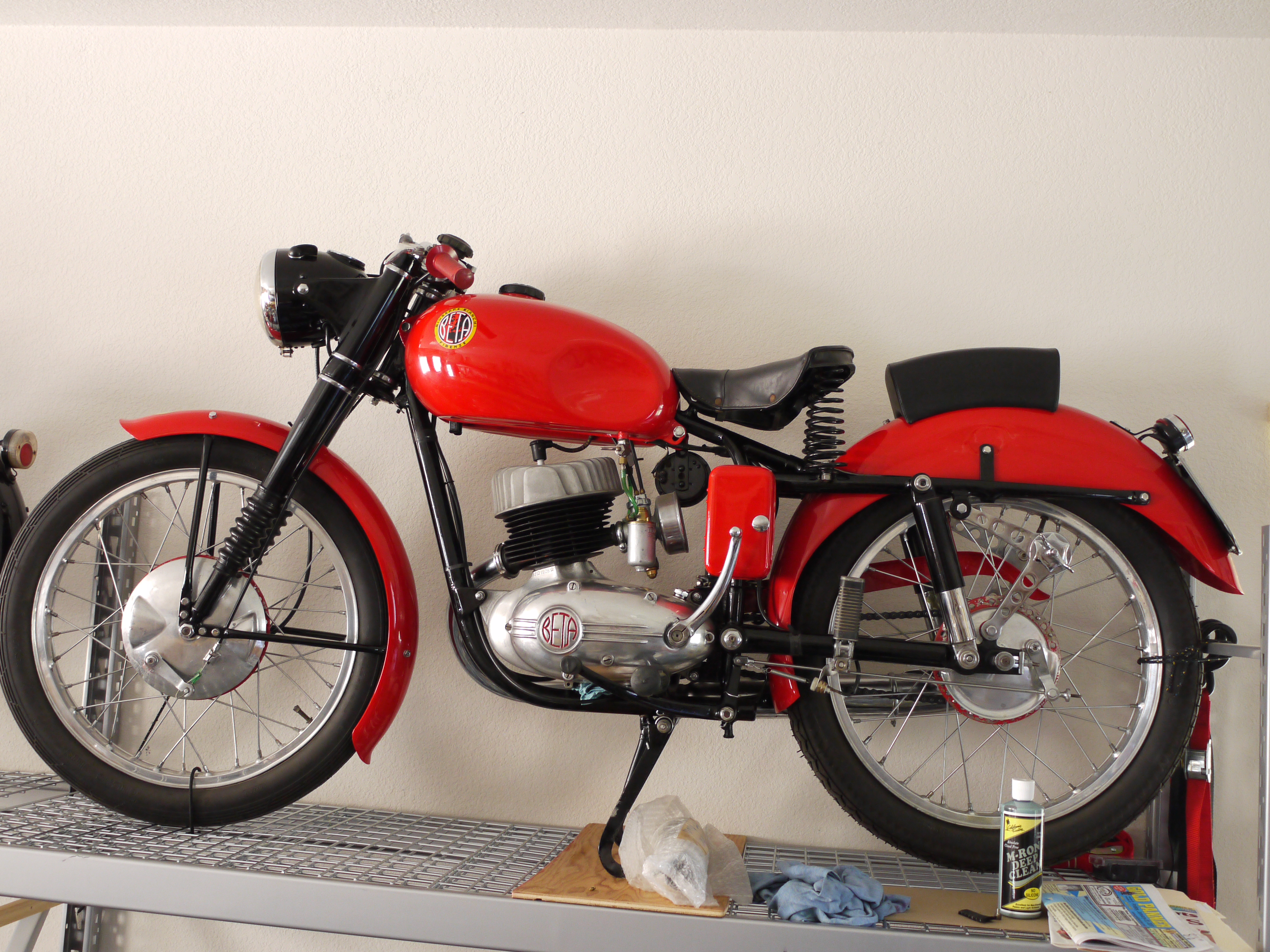
بتا ۱۶۰ Vulcano Sport، ۱۹۵۵

بتا در سال ۱۹۴۰ فعالیت خودش را به عنوان یک شرکت تولید کنندهٔ دوچرخه به نام "Società Giuseppe Bianchi", در شهر Via Bellariva شروع کرد و بعداً به فلورانس نقل مکان کرد. نام بتا از حروف اسم و فامیل دو شخص «بیانچی انزو» و «توسی ارریگو» که در آن زمان شرکت را اداره می کرند، گرفته شده‌است. در حال حاضر این شرکت توسط لاپو بیانچی، نوه جوزپه بیانچی، بنیانگذار شرکت، اداره می‌شود. این شرکت ساخت موتورسیکلت را در سال ۱۹۴۸ با تولید موتورسیکلت‌های دو زمانه در دهه‌های ۱۹۵۰ و ۱۹۶۰ آغاز کرد. بتا در دههٔ ۱۹۷۰ به تولید موتورسیکلت‌های آفرود نیز وارد شد. مدل آفرود در ابتدا موتورسیکلت‌های تریال بودند و در سال ۱۹۸۰ تولید موتورسیکلت‌های تریال در جهان بسیار موفقیت‌آمیز بود. در سال ۲۰۰۴ بتا با موتورسیکلت‌هایی با انجین‌های KTM وارد بازار ۴ زمانه موتورسواری اندرو شد. در سال ۲۰۱۰ آنها موتورسیکلت‌های آفرود دو زمانه و چهار زمانه را با انجین‌های بتا طراحی و تولید کردند.
موتورسواران مشهور بتا عبارتند از: جیم پومروی، گیلبرت دی روور و ایوان بسون در موتور کراس، و جوردی تارس و دوگی لمپکین در مسابقات موتورسیکلت تریال. استیو هولکامب و برد فریمن از موتورسواران اندرو موتورسیکلت بتا که مجموعاً پنج دورهٔ اخیر مسابقات جهانی EnduroGP Enduro (۲۰۱۷–۲۰۲۱) را برنده شده‌اند.

## موتورسیکلت تریال
بتا از اوایل دهه ۱۹۸۰ موتورسیکلت‌هایی را برای ورزش موتورسواری تریال تولید کرده بود و اکنون نیز یکی از تولیدکنندگان پیشرو است.امروزه نیز همه موتورسیکلت‌های تریال از طراحی داخلی موتورسیکلت‌های بتا استفاده می‌کنند.
- TR240 (۱۹۸۳–۱۹۸۴) اولین مدل تریال، موتورهای ۱۲۵ سی سی با سیستم تعلیق دوقلو.[۶]

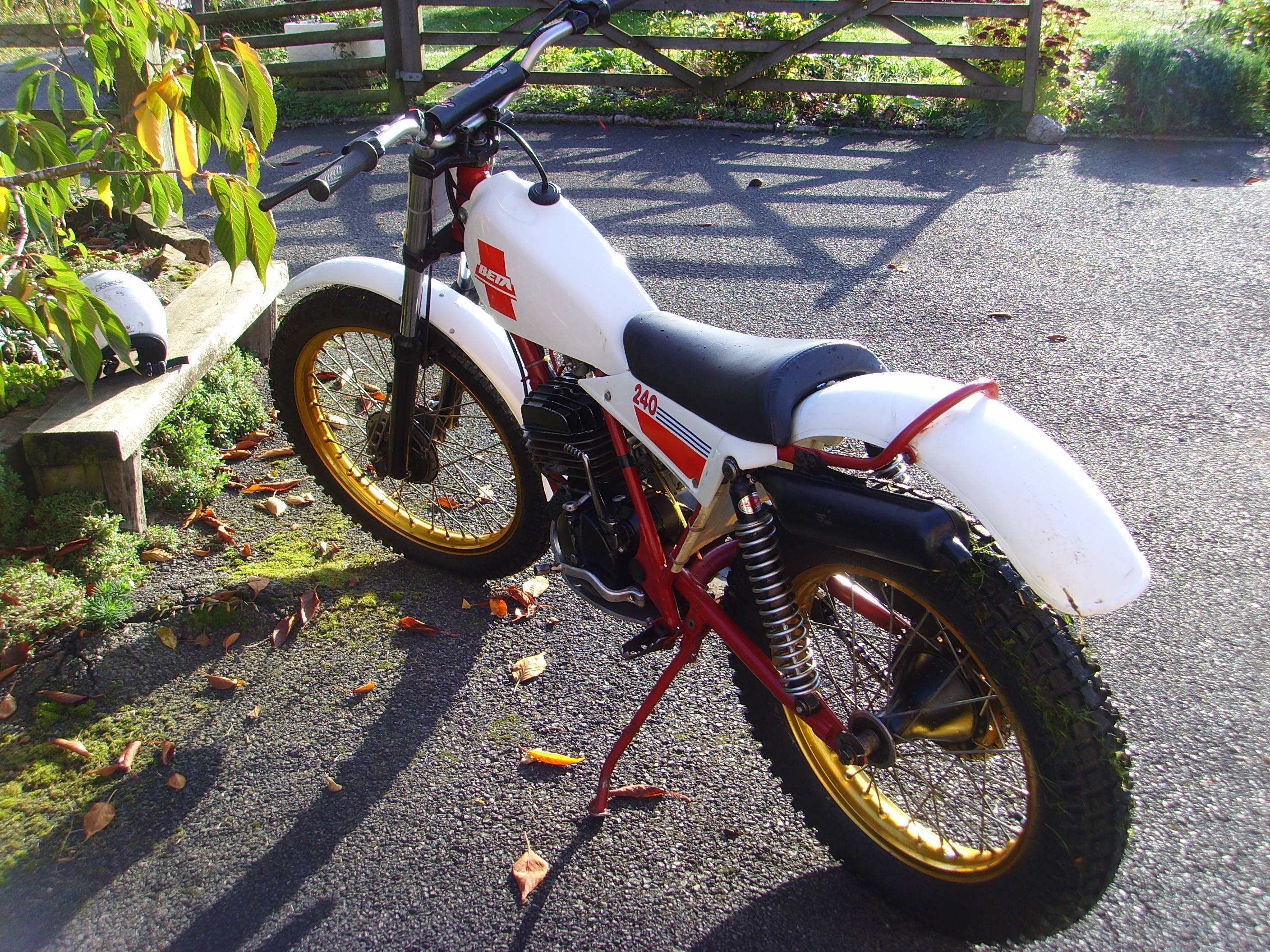
یک موتور ۲۰۰ سی سی بتا TR240 ۱۹۸۳ با هوا خنک کن و سیستم تعلیق دوقلو

- TR32، (۱۹۸۴–۱۹۸۵) مدل مونو شوک هوا خنک، تولید موازی با مدل دوقلو، همان موتور TR۲۴۰
- TR۳۳، (۱۹۸۵–۸۶)
- TR۳۴، (۱۹۸۶–۱۹۸۹) مدل تریال بسیار موفق، رنگ آمیزی راه راه، موتورهای ۱۲۵ سی سی - ۲۶۰ سی سی
- TR۳۵، (۱۹۸۹–۱۹۹۱) سری موتورهای هوا خنک کن دار
- صفر، (۱۹۸۹–۱۹۹۲) مونوشوک آب خنک
- سینت، (۱۹۹۲–۱۹۹۴) مونو شوک با آب خنک
- SuperTrial، (۱۹۹۲–۱۹۹۳) موتور هوا خنک
- گارا، (۱۹۹۳–۱۹۹۴)
- تکنو، (۱۹۹۴–۱۹۹۹) نسخه ۱۲۵ سی سی از سال ۱۹۹۵
- Rev-۳، (۱۹۹۹–۲۰۰۸) تریال ۲-زمانه
- Rev-۴، (۲۰۰۷–۲۰۰۸) تریال ۴-زمانه
- Evo [۲۰۰۹–اکنون] ۲ زمانه و ۴ زمانه

## موتور کراس
برای سال ۲۰۲۱ بتا موتور کراس ۳۰۰ RX با چرخ عقب ۱۹ اینچی و سایر پیشرفت‌ها را برای بازار MX معرفی کرد.

### ۲۰۱۰–۲۰۱۴ نسل اول موتورسیکلت اندرو بتا

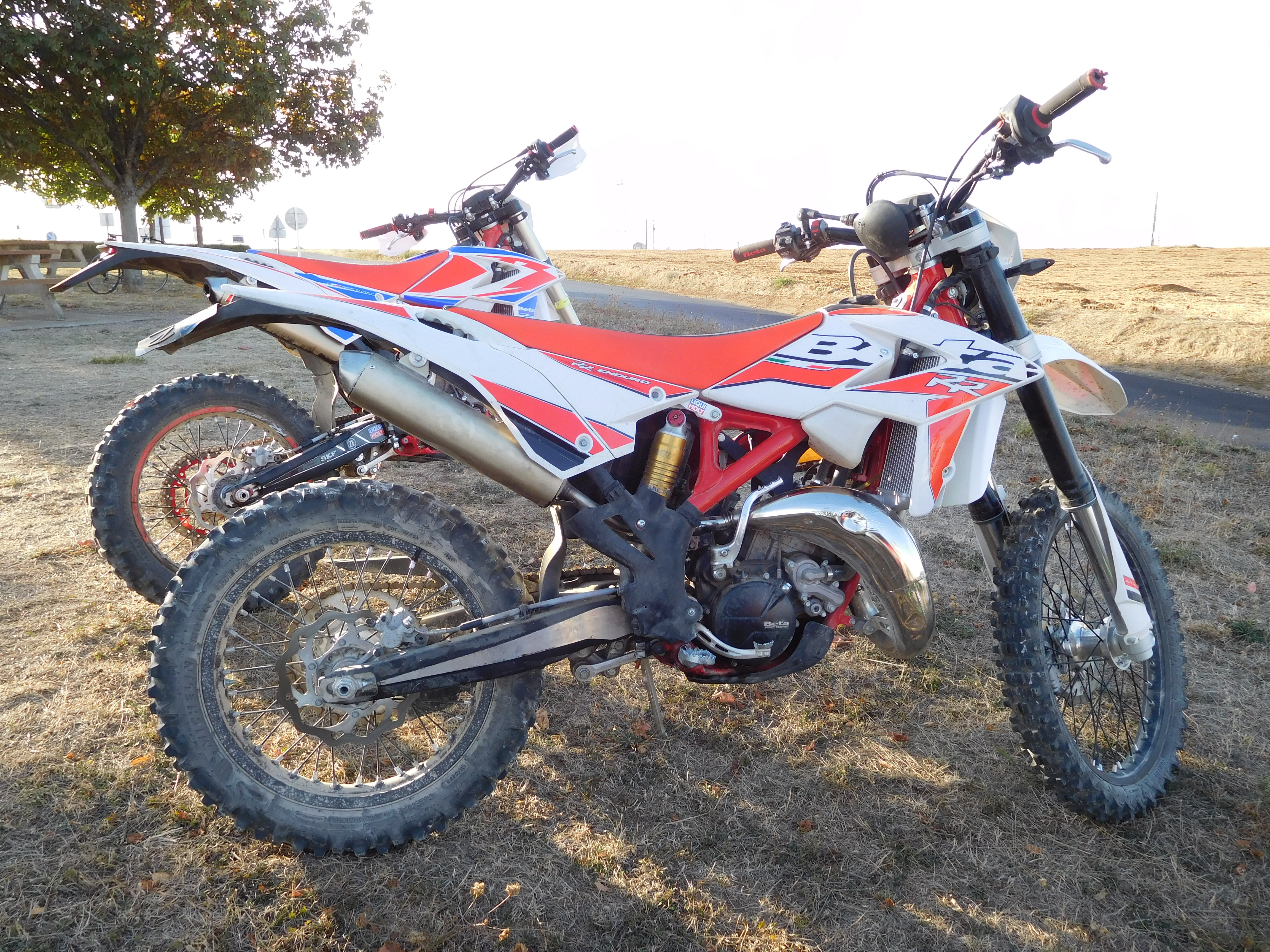
نسخه بتا ۱۲۵ RR ۲۰۱۸

## موتورسیکلت‌های اندرو

### ۲۰۲۰ - اکنون
برای مدل سال ۲۰۲۰ بتا یک بار دیگر موتورسیکلت چهار زمانه «طراحی خودشان» را اصلاح کرد. در موتورهای جدید موقعیت میل لنگ تغییر یافته‌است و از انژکتورهای سوخت دوگانه نیز استفاده شده‌است که امکان اجرای نقشه تخصصی EFI را برای افزایش عملکرد موتور و کنترل مخلوط فراهم می‌کند. موتورهای ۲ زمانه ۲۵۰ سی سی و ۳۰۰ سی سی (از جمله X-trainers) بالانس بیشتری به دست آوردند. دوچرخه‌های RR "Race Edition" با کمک جلوهای کارتریج بسته طلایی KYB اختیاری ارائه شدند.

## مدل‌های تریل
مدل‌های موتورسیکلت تریل Alp از انجین‌های سوزوکی مدل DR با سیستم خنک‌کننده هوا استفاده می‌کنند و به دلیل ارتفاع کم صندلی، به سهولت سواری شهرت دارند.

## خیابانی
از سال ۲۰۱۸ بتا سوپر موتو به نام ۱۲۵ RR-S SUPER MOTO را ارائه کرد.